# Облога Раквере (1574)
Облога Раквере (Везенберга) 1574 — епізод Лівонської війни, під час якого шведське військо спробувало опанувати замком Везенберг (рос. Раковор, ест. Раквере), що утримується московським гарнізоном. Після кількох невдалих штурмів облогу було перервано через кривавий конфлікт, що спалахнув у лавах найманців шведського війська.

## Передісторія
Раквере був великою фортецею, розташованою неподалік узбережжя Фінської затоки на півдорозі від Ревеля до Нарви. 1558 року її без бою кинули лівонські лицарі, які відступали перед московським військом. У 1561 році Ревель перейшов у підданство шведського короля Юхана III. Після кількох років перемир'я у північній Балтиці, викликаних литовсько-московською війною 1561—1570 років, московські війська відновили військові дії. Майже дев'ятимісячна облога Ревеля, основа шведського панування в Балтиці, не увінчалася успіхом, хоча військам Івана Грозного вдалося взяти кілька менших фортець, зокрема Вейсенштейн (1573).
Шведський король вирішив перейти до наступальних дій у відповідь і організував похід на Раквере. До його шведських і фінських вояків приєдналися шотландські (переважно піхота) та німецькі (переважно кіннота та артилерія) найманці. Військо виступило з Ревеля у листопаді 1573 року. Загальне командування здійснювали Клас Тотт та Понтус Делагарді. Просування було сповільнене невдоволенням у лавах шотландських найманців, які вимагали, щоб їм виплатили платню авансом. Щоб відновити порядок, Делагарді пішов на їхні вимоги та продав частину своїх коштовностей.

## Облога
Військо підійшло до Раквере в січні і зробило два штурми, проте вони закінчилися безрезультатно. Третя спроба була зроблена 2 березня, але провалилася з великими втратами — шведське військо втратило вбитими понад тисячу людей. Неодноразові спроби шведів здійснити підкоп та підірвати стіни також вчасно припинялися захисниками фортеці. У ході облоги шведські полководці спрямовували частину своїх сил на взяття Тольсберга і Дерпта, однак і ці акції провалилися, що додатково деморалізувало армію осадників. Чим більше вичерпувалися запаси провіанту, у лавах найманців наростали конфлікти. Німці поклали провину за військові невдачі на шотландців, які їм нібито надавали недостатньо підтримки та ухилялися від бою. 17 березня між німцями та шотландцями справа дійшла до сутички, викликаної неоплаченим елем та взаємними образами. Бійка швидко переросла у кривавий бій. Командири Делагарді, Тотт і Рутвен, які прибули на місце подій, також зазнали нападу і втекли, при цьому Рутвену були завдані важкі каліцтва.
Після того, як командири пішли, шотландські найманці заволоділи німецькою артилерією і почали стріляти з неї по німецькій кінноті, яка атакувала у відповідь і почала рубку шотландців. В результаті бійні загинуло 30 німців і близько 1500 шотландців. Шведська піхота у бій не втручалася. 70 шотландців втекли від німців до московського гарнізону Раквере і були пізніше доставлені до Москви.
Після описаних подій облогу було знято і шведська армія відступила до Ревеля, куди прибула наприкінці березня.

## Наслідки
В результаті проваленої кампанії Юхан III позбавив Тотта командування в Лівонії і повністю передав його Делагарді. Протягом усього 1574 року в Ревелі йшли розслідування та судові розгляди того, що сталося. Шведський король більше покладався на найманців і кілька років до битви під Венденом (1578) не робив ніяких наступальних дій, знову віддавши військову ініціативу до рук Івана Грозного. Після перелому у війні Раквере був узятий військом Понтуса Делагарді внаслідок облоги 1581 року.